# Jim Valentino
Jim Valentino (Bronx, Nueva York, 28 de octubre de 1952), conocido simplemente como Valentino, es un creador, escritor, dibujante, editor y publicista de historietas estadounidense.

## Biografía
Jim Valentino inició su carrera a finales de los setenta, con pequeñas colaboraciones en prensa; sobre todo, historietas autobiográficas. En la primera mitad de los ochenta lanzó Normalman, que apareció por primera vez como historia complementaria en la publicación Cerebus de Aardvark-Vanaheim. Aardvark-Vanaheim empezó a publicarse normalmente en una serie limitada de 13 partes pero solamente se concluyó hasta el octavo episodio, cuando Deni inició su propia comñía de publicidad, Renegade Press, la cual finalizó la serie. Renegade también publicó tres números de sus propios títulos.
En la segunda mitad de los ochentas, inició como colaborador de Marvel Comics en sus títulos de  superhéroes. Su trabajo más notable para la compañía fue como escritor y artista de la serie futurística de superhéroes denominada Guardianes de la Galaxia y algunos episodios de What If...?, además de algunas inserciones en los títulos más importantes de la compañía.
Renunció a Marvel en 1992 para fundar Image Comics con Erik Larsen, Jim Lee, Rob Liefeld, Todd McFarlane y Marc Silvestri. Valentino inició muchos proyectos en Image, los cuales fueron publicados bajo su propio sello "Shadowline" . A diferencia de Marvel, en donde Valentino trabajó en personajes propiedad de la compañía, la línea original "Shadowline" era propiedad de su creador.
De entre sus títulos más notables, se encuentra la serie de superhéroes ShadowHawk, en la cual participó como guionista y dibujante.  En 1997 inició otra serie en blanco y negro llamada Un toque de plata, una novela semi-autobiográfica sobre un fanático de las historietas en los años 1960s.   También durante esta etapa volvió a publicar su trabajo autobiográfico en formato de viñetas, con una introducción de Dave Sim.
En 1999 se convirtió en publicista de Image Comics. Bajo su dirección, la compañía se diversificó considerablemente. Los resultados polémicos. Por una parte, los esfuerzos de Valentino llevaron al descubrimiento de grandes creadores, incluyendo a David Mack y Brian Michael Bendis. por otra parte Image Comics tuvo una contracción en sus ventas. Sin embargo, logró hacer que la compañía obtuviera ganancias aceptables cerca de una década gracias a su estrategia de utilizar nuevas formas de distribución, como librerías.
En 2003, Valentino fue remplazado como publicista de Image Comics por Erik Larsen, otro fundador de la empresa. Desde entonces Valentino retomó su sello Shadowline, su propia división de Image y ha publicado una amplia variedad de libros, incluyendo su serie ShadowHawk. Su obra "The Collected normalman", un nuevo libro autobiográfico, ha continuado escribiendo y siendo propietario de sus creaciones, incluyendo a "Bomb Queen", Después de Cape y Sam Noir. También ha trabajado como director de la industria del comic de caridad The Hero Initiative.

## Trabajos más destacados
- normalman #1-12 (writer & artist, 1984-1986)
- Guardians of the Galaxy #1-26 (writer & penciler, 1990-1992)
- ShadowHawk #1-18 (writer & artist, 1992-1996)
- A Touch of Silver #1-6 (writer & artist, 1997)
- Vignettes: The Auto-Biographical Comix of Valentino 1997)
- Altered Image #1-3 (writer & penciller, 1998)
- normalman 20th Anniversary Special #1 (writer & artist, 2004)
- Drawing From Life #1 (writer & artist, 2007)